# Вычайоки
Вычайоки — река в России, протекает по территории Медвежьегорского района Карелии.
Впадает в озеро Ябоярви или Гейнозеро, через это озеро протекает река Семча, таким образом устье реки Вычайоки расположено на 51 км по правому берегу реки Семчи. Длина реки — 12 км.

## Данные водного реестра
По данным государственного водного реестра России относится к Балтийскому бассейновому округу, водохозяйственный участок реки — Свирь (включая реки бассейна Онежского озера), речной подбассейн реки — Свирь (включая реки бассейна Онежского озера). Относится к речному бассейну реки Нева (включая бассейны рек Онежского и Ладожского озера).
Код объекта в государственном водном реестре — 01040100212102000015277.